# Microgephyra transvaalensis
Microgephyra transvaalensis är en tvåvingeart som beskrevs av Lyneborg 1976. Microgephyra transvaalensis ingår i släktet Microgephyra och familjen stilettflugor. Inga underarter finns listade i Catalogue of Life.